# Nikolaï Kondratiev
Pour les articles homonymes, voir Kondratiev.
Nikolaï Dmitrievitch Kondratiev, orthographié autrefois Kondratieff, né le 4 mars 1892 à Vitchouga (Empire russe) et mort le 17 septembre 1938 en URSS, est un économiste soviétique célèbre pour sa théorie des cycles économiques dits « cycles de Kondratiev », démontrant que les économies capitalistes connaissent une croissance soutenue de long terme, suivie d'une période de dépression. Kondratiev a également apporté son soutien à la nouvelle politique économique de Lénine dans les années 1920, qui introduit une relative libéralisation afin de redynamiser l'économie soviétique. Victime des Grandes Purges de Staline, il est mort fusillé en 1938.

## Biographie
Kondratiev fut membre du Parti socialiste révolutionnaire (SR) sous le tsarisme. Pendant la révolution russe de février 1917, il fut adjoint au ministre du Ravitaillement des gouvernements Lvov et Kerenski. Dans les années 1920, il est le brillant directeur de l'Institut des conjonctures économiques au commissariat du peuple aux Finances. Son passé, mais aussi ses théories gênantes démontrant que le capitalisme reprendrait son expansion après chaque crise, lui valurent les foudres de Staline.
En 1930, Kondratiev fut un accusé-vedette du procès truqué du « Parti industriel », une conspiration imaginaire dont on l'accusa d'être un pivot. Il fut condamné à 8 ans de prison, qu'il effectua à partir de février 1932 à Souzdal, près de Moscou. Malgré son mauvais état de santé, Kondratiev put poursuivre ses recherches, préparant cinq nouveaux livres, qu'il mentionna dans une lettre à sa femme. En septembre 1938, pendant les Grandes Purges staliniennes, il fut condamné à 10 ans de prison au cours d'un second procès et privé du droit de correspondance. Mais il fut exécuté le jour-même de la sentence. Il avait alors 46 ans.

## Théorie des cycles économiques
Au cours des années 1920, Nikolaï Kondratiev a émis l'hypothèse de l'existence de cycles longs à partir de séries chronologiques des prix de gros au Royaume-Uni et aux États-Unis de 1790 à 1920.
Bien que ses conclusions présentent certaines faiblesses (traitement statistique contestable de certaines données, non convergence des cycles dans tous les pays), Kondratiev est devenu célèbre pour sa thèse de cycles récurrents tous les 30 à 60 ans (1792-1850, 1850-1896, et 1896-1940) dont la phase ascendante est caractérisée par une forte croissance et une prise de risque élevée des entreprises, qui se multiplient (entreprises de type familial). La phase B ou descendante (appelée dépression) souvent accompagnée de phénomènes critiques ponctuels (ex. : crise de 1929) est caractérisée par une hausse du chômage et une concentration des entreprises pour survivre face à la crise.
L'historien Eric Hobsbawm écrit : « qu'il ait été possible de faire de bonnes prévisions sur la base des cycles longs de Krondatiev — ce qui n'est pas très courant en économie — a convaincu maints historiens et même quelques économistes qu'ils contiennent quelque chose de vrai, même si nous ne savons pas quoi ».
Plusieurs économistes ont essayé d'émettre des théories explicatives de Kondratiev. Parmi celles-ci, on notera :
- La théorie de la demande des biens d'investissements et du principe de l'accélérateur : la reprise des investissements démarre toujours plus tard et plus lentement que la reprise de la consommation et puis s'accélère de sorte qu'à une fluctuation donnée de la demande de consommation corresponde une fluctuation plus que proportionnelle de la demande d'investissements.

« La vie économique ressemble à une pièce qui contient un poêle à charbon. Ayant froid, l'occupant de la pièce allume le poêle et le bourre de plus en plus tant qu'il n'a pas assez chaud. Mais lorsque tout le charbon est enflammé, il fait trop chaud. L'occupant cesse alors d'alimenter le poêle jusqu'à ce qu'il ait de nouveau froid. Mais alors, il aura froid pendant un certain temps, et ainsi de suite. » Albert Aftalion, cité par H. Denis, Histoire de la pensée économique, PUF, Thémis, 1966, p. 533.
- La création monétaire et l'inflation qui en résulte provoqueraient des crises financières qui ralentiraient la production et provoqueraient les phases de retournement.

- Les structures des systèmes économiques et surtout leurs transformations sont également évoquées : tant que des zones motrices de l'économie mondiale ont le monopole sur des secteurs innovants (Royaume-Uni du XIXe siècle, États-Unis au XXe siècle) la croissance est rapide. Dès que la compétition s'installe, les cartels sont brisés, les prix et les profits diminuent. Le cycle peut recommencer lorsque de nouveaux pays redeviennent moteurs de l'innovation économique.

La théorie des cycles a remis en cause les thèses marxistes prévoyant la fin du mode de production capitaliste. Cela fut longtemps très  discutable pour les marxistes, Marx ayant  lui aussi une conception cyclique du développement capitaliste, tout en annonçant son nécessaire dépassement historique par le socialisme, inscrit dans de supposées « lois du développement historique. »
L'effondrement des économies socialistes à la fin du XXe siècle semble avoir validé la théorie des cycles longs de 30 à 60 ans de Kondratiev.